# Lidová obranná střelba
Lidová obranná střelba (LOS) je česká střelecká soutěž. Je určená široké střelecké veřejnosti, zejména těm, kteří se rozhodli pro svou obranu nosit palnou zbraň.
LOS založilo roku 2005 Sdružení LEX, které ji dodnes zaštiťuje. První Mistrovství ČR se konalo v roce 2006. Tato sportovní disciplína si (mimo střeleckého vyžití) klade za úkol prohloubit střelecké a taktické dovednosti a vštípit bezpečné ovládání palné zbraně v různých stresových situacích, které jsou na závodech modelovány.

## Disciplíny LOS

### LOS – krátká palná zbraň
Zbraň musí být nositelná skrytě a její úpravy nesmí toto základní kritérium znemožňovat. Kategorie zbraní:
- Pistole – Pistole ráže větší než 6,35 Br.
- Revolver – Pěti a víceranný revolver ráže větší než .22 WMR.
- Malá pistole – Pistole ráže min. .22 LR s maximální délkou hlavně 90 mm nebo pistole (modely nebo typy) přímo uvedené v příloze 6 pravidel LOS.[1] Použité zásobníky naplněny max. 7 náboji.
- Malý revolver – Max. šestiranný revolver ráže min. .22 LR s délkou hlavně do 3“ (tj. 77 mm) nebo revolvery (modely nebo typy) přímo uvedené v příloze 6 pravidel LOS.[1] Zbraň může být nabita v prvním válci nejvýše 5 náboji, další nabíjení není omezováno.

### LOS – brokovnice
Kategorie zbraní:
- Brokovnice opakovací – Opakovací brokovnice (pumpa, páková ap). Do této kategorie jsou zařazeny všechny brokovnice umožňující 3 a více výstřelů s použitím mechanického přebíjení. Maximální počet nábojů ve zbrani připravené k použití na začátku řešení situace je 8 nábojů v zásobníku plus 1 v komoře.
- Brokovnice samonabíjecí – Brokovnice s automatickým systémem přebíjení. Do této kategorie jsou zařazeny všechny poloautomatické brokovnice umožňující 3 a více výstřelů s využitím automatického systému přebíjení. Maximální počet nábojů ve zbrani připravené k použití na začátku řešení situace není nijak omezen.
- Brokovnice ostatní – Jedno- a dvojranné brokovnice. Do této kategorie jsou zařazeny všechny brokovnice umožňující max. 2 výstřely bez nutnosti přebíjení. Maximální počet nábojů ve zbrani připravené k použití na začátku řešení situace jsou 2 náboje v komorách.

### LOS – puška
Kategorie zbraní:
- Puška samonabíjecí – Puška s automatickým systémem přebíjení. Do této kategorie jsou zařazeny všechny poloautomatické pušky umožňující více výstřelů s využitím automatického systému přebíjení.
- Puška opakovací – Opakovací puška (páková nebo kliková). Do této kategorie jsou zařazeny všechny pušky umožňující více výstřelů s použitím mechanického přebíjení.